# Episodi di Bob's Burgers (settima stagione)
La settima stagione di Bob's Burgers è andata in onda in prima visione negli Stati Uniti dal 25 settembre 2016 all'11 giugno 2017 su Fox.
In Italia viene trasmessa dal 3 al 24 luglio 2017 su Fox Animation.
| N° | Codice di produzione | Titolo                                    | Titolo originale                               | Prima TV USA      | Prima TV Italia |
| -- | -------------------- | ----------------------------------------- | ---------------------------------------------- | ----------------- | --------------- |
| 1  | 6ASA11               | Louise delirante                          | Flu-ouise                                      | 25 settembre 2016 | 3 luglio 2017   |
| 2  | 6ASA07               | In mare anch'io                           | Sea Me Now                                     | 9 ottobre 2016    | 4 luglio 2017   |
| 3  | 6ASA13               | Il panino con la strega dentro            | Teen-a-Witch                                   | 23 ottobre 2016   | 5 luglio 2017   |
| 4  | 6ASA08               | Carne di cavallo                          | They Serve Horses, Don’t They?                 | 6 novembre 2016   | 6 luglio 2017   |
| 5  | 6ASA10               | Fratellone, dove sei?                     | Large Brother, Where Fart Thou?                | 20 novembre 2016  | 7 luglio 2017   |
| 6  | 6ASA16               | Il tacchino bizzarro                      | The Quirkducers                                | 20 novembre 2016  | 8 luglio 2017   |
| 7  | 6ASA18               | L'ultima casa di marzapane sulla sinistra | The Last Gingerbread House on the Left         | 27 novembre 2016  | 9 luglio 2017   |
| 8  | 6ASA09               | Tina-bot                                  | Ex Mach Tina                                   | 8 gennaio 2017    | 10 luglio 2017  |
| 9  | 6ASA22               | Bob Actually                              | Bob Actually                                   | 12 febbraio 2017  | 11 luglio 2017  |
| 10 | 6ASA15               | Mr. Business                              | There's No Business Like Mr. Business Business | 19 febbraio 2017  | 12 luglio 2017  |
| 11 | 6ASA19               | L'uomo yoghurt                            | A Few 'Gurt Men                                | 5 marzo 2017      | 13 luglio 2017  |
| 12 | 6ASA12               | Praline spaziali                          | Like Gene for Chocolate                        | 12 marzo 2017     | 14 luglio 2017  |
| 13 | 6ASA14               | Il Grand Mamma-Pest Hotel                 | The Grand Mama-Pest Hotel                      | 19 marzo 2017     | 15 luglio 2017  |
| 14 | 6ASA17               | Acquaticisimo                             | Aquaticism                                     | 26 marzo 2017     | 16 luglio 2017  |
| 15 | 6ASA20               | Il dibattito non mancherà                 | Ain't Miss Debatin                             | 26 marzo 2017     | 17 luglio 2017  |
| 16 | 6ASA21               | Caccia all'uovo                           | Eggs for Days                                  | 2 aprile 2017     | 18 luglio 2017  |
| 17 | 7ASA01               | Tuffo nel passato                         | Zero Larp Thirty                               | 23 aprile 2017    | 19 luglio 2017  |
| 18 | 7ASA02               | L'ultimo laser show                       | The Laser-inth                                 | 23 aprile 2017    | 20 luglio 2017  |
| 19 | 7ASA03               | Thelma & Louise ma Thelma è Linda         | Thelma & Louise Except Thelma is Linda         | 30 aprile 2017    | 21 luglio 2017  |
| 20 | 7ASA04               | Mamma, bugie e videotape                  | Mom, Lies, and Videotapes                      | 7 maggio 2017     | 22 luglio 2017  |
| 21 | 7ASA05               | I festaioli del Carro Perduto             | Paraders of the Lost Float                     | 21 maggio 2017    | 23 luglio 2017  |
| 22 | 7ASA06               | Paura ad "alta quota"                     | Into the Mild                                  | 11 giugno 2017    | 24 luglio 2017  |